# Joseph Jackson Lister (Physiker)

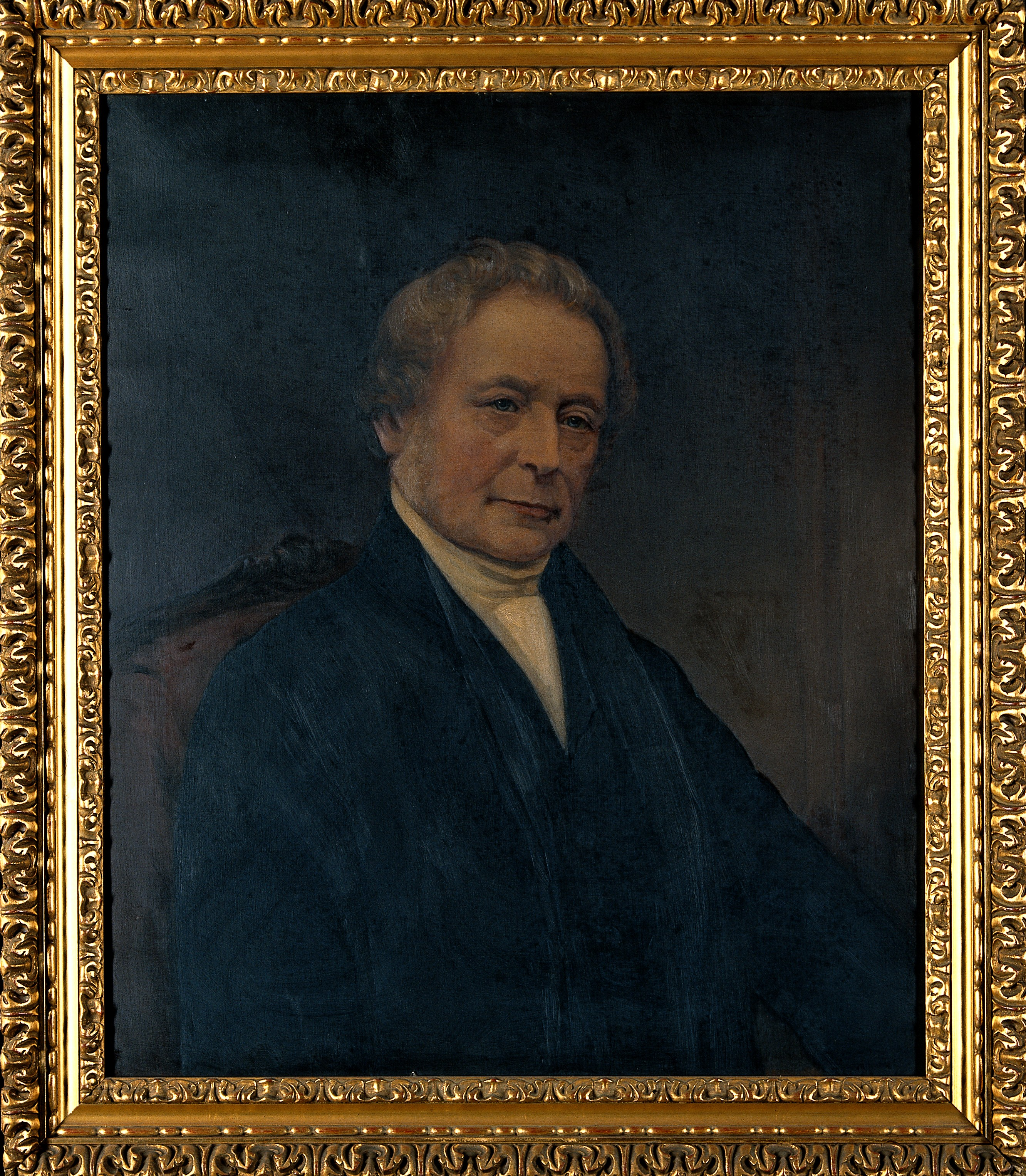
Joseph Jackson Lister

Joseph Jackson Lister (* 11. Januar 1786 in London; † 24. Oktober 1869 in Upton (Essex)) war ein britischer Optiker und Physiker und Vater des Chirurgen Joseph Lister.
Lister war der Sohn eines Londoner Weinhändlers und Quäkers. Er arbeitete im Geschäft seines Vaters und wurde dort mit 18 Jahren Partner. 1818 heiratete er Isabella Harris, die Tochter einer Schulleiterin und selbst Lehrerin. Sie lebten ab 1825 in Upton bei London. Aus der Ehe gingen drei Töchter und vier Söhne hervor, darunter der Chirurg Joseph Lister.
Lister war schon immer an Naturgeschichte interessiert und verbesserte optische Mikroskope durch Minimierung von sphärischer und chromatischer Aberration. Er entwickelte die ersten achromatischen Linsen für das Mikroskop. Die Arbeit führte er neben seiner Haupttätigkeit als Weinhändler aus und verbesserte sein Mikroskop  in zwei Jahren so weit, dass er es 1826 bei einem Instrumentenmacher in Auftrag geben konnte. Er veröffentlichte darüber 1830 bei der Royal Society (On the improvement of achromatic compound microscopes, Phil. Transactions Royal Society) und arbeitete mit den Mikroskop-Bauern James Smith und Andrew Ross (1798–1859) zusammen.
Er machte auch selbst Beobachtungen mit dem Mikroskop, die er mit Wissenschaftler-Freunden wie George Biddell Airy, John Herschel und Thomas Hodgkin (Entdecker der Hodgkin-Krankheit) diskutierte, unter anderem über die Form roter Blutkörperchen (er veröffentlichte darüber mit Hodgkin 1827 im Philosophical Magazine). 1832 wurde er Fellow der Royal Society.
Eine weitere Abhandlung von 1843 über das Auflösungsvermögen von Mikroskop und Teleskop wurde erst nach seinem Tod von seinem Sohn veröffentlicht (Journal of the Royal Microscopical Society 1913).